# Tony’s Chocolonely
Tony’s Chocolonely ist ein niederländischer Hersteller von Schokolade aus fair gehandeltem Kakao. Das 2005 gegründete Unternehmen ist die meistverkaufte Schokoladenmarke in den Niederlanden.

## Geschichte
Nachdem der niederländische Journalist Teun van den Keuken Anfang der 2000er Jahre von den Arbeitsbedingungen in der Kakaobranche erfahren hatte, begann er in seiner Verbraucherschutzsendung Keuringsdienst van Waarde die Kinderarbeit in der Kakaoproduktion Westafrikas in Reportagen aufzugreifen. Um die Frage der Mitschuld der Konsumenten an den Arbeitsbedingungen in der Kakaobranche zu thematisieren, filmte er sich beim Kauf und Konsum solcher Schokolade und versuchte anschließend erfolglos wegen Beihilfe zu Kindersklaverei verurteilt zu werden. Als Zeuge gegen ihn flog er einen ehemaligen Kindersklaven ein, den er auf einer Reise getroffen hatte.

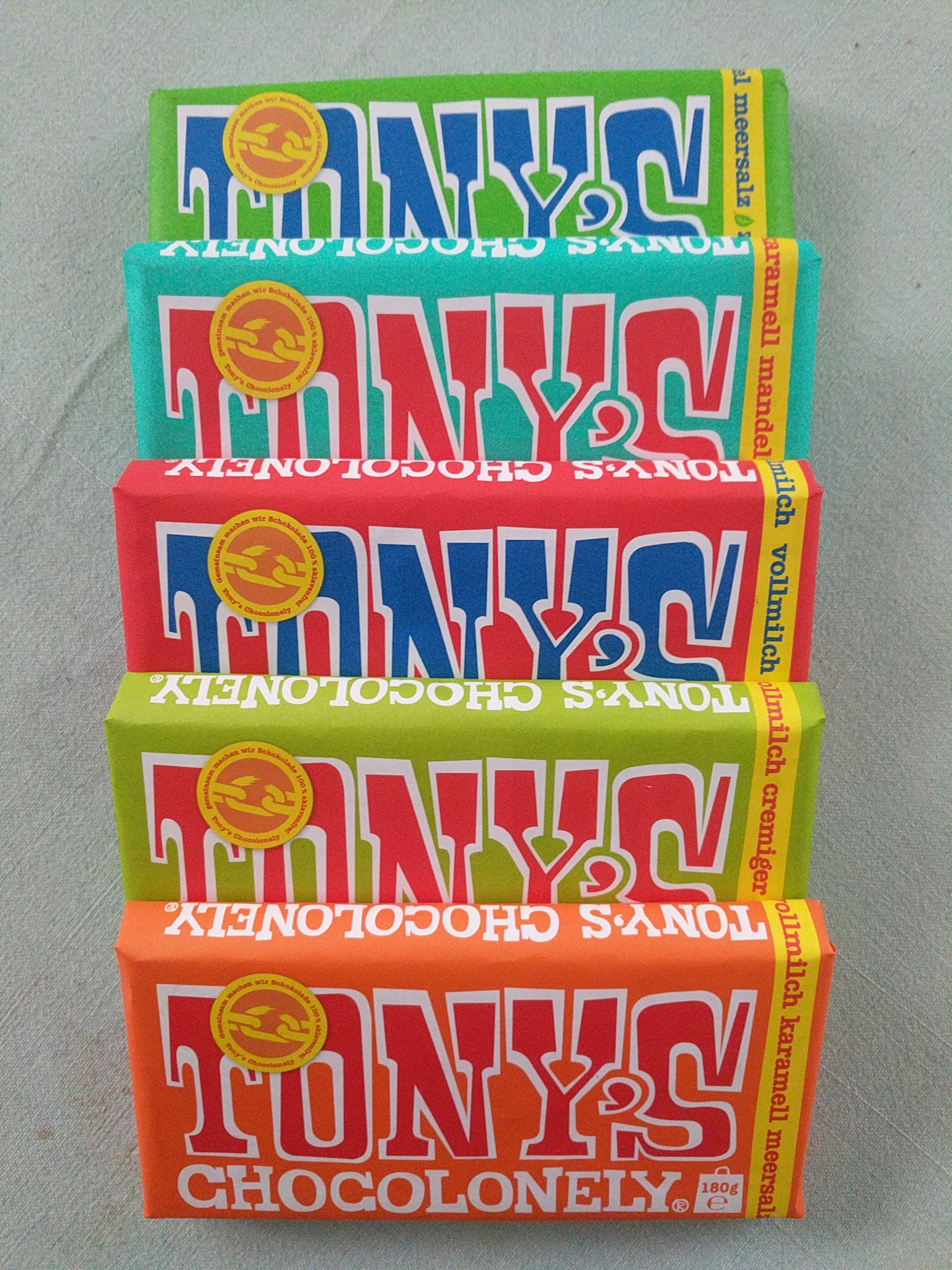
Verschiedene Sorten

Da er das Gefühl hatte, alleine im Kampf für bessere Arbeitsbedingungen in der Kakaobranche zu kämpfen, gründete er 2005 das Unternehmen mit dem Ziel, Kakaobauern in Westafrika bessere Arbeitsbedingungen zu bieten. „Tony“ ist die englische Entsprechung seines Vornamens „Teun“, „Chocolonely“ ist ein Kofferwort aus englisch chocolate und lonely (‚einsam‘). Der ursprünglich auf dem Logo aufgedruckte Spruch „100 % slave free“ (‚100 % frei von Sklaverei‘) wurde später durch „towards 100% slave free chocolate“ (‚Auf dem Weg zu 100 % sklaverei-freier Schokolade‘) ersetzt, da die Firma die vereinzelte Verwendung nicht-fair gehandelten Kakaos nicht restlos ausschließen konnte.
Nachdem das Unternehmen 2007 von einem Schokoladenimporteur verklagt worden war, entschied ein Gericht, dass Tony’s Chocolonely sich „slaafvrij“ (‚Frei von Sklaverei‘) nennen darf.

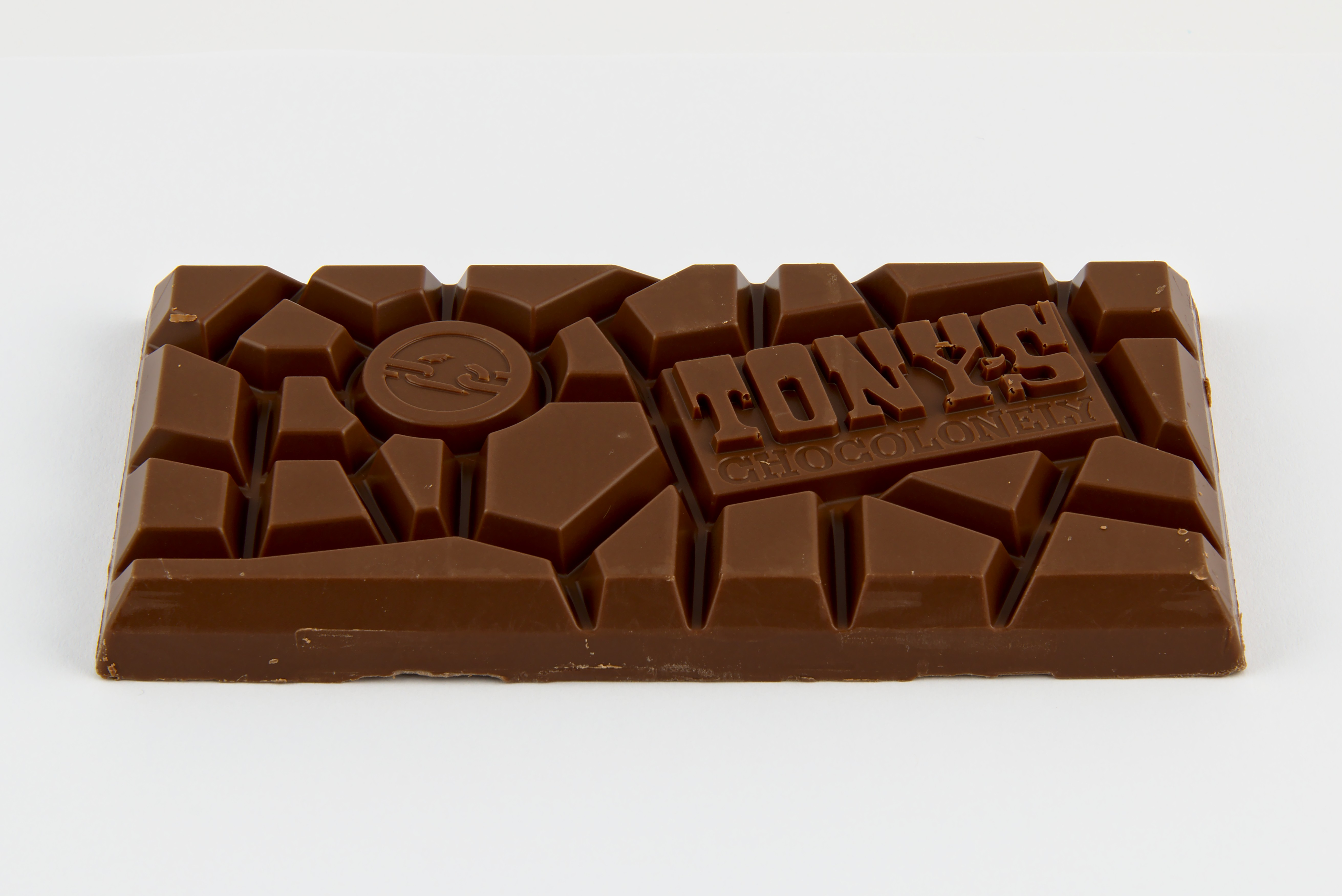
Tafel mit ungleich großen Stücken

Tony's Chocolonely war 2023 die schnellstwachsende Marke der Welt und ist Marktführer in den Niederlanden. Der Umsatz betrug im Geschäftsjahr 2022/2023 nach eigenen Angaben etwa 150 Millionen Euro, ein Wachstum von knapp einem Viertel gegenüber dem Vorjahr.:43
Im Rahmen einer Kampagne für faire Löhne in der Kakaoproduktion wurden 2024 in Deutschland und Österreich vier neue Verpackungen eingeführt, die anderen bekannten Schokoladenmarken ähnlich sehen, unter anderem Milka. Dessen Mutterkonzern Mondelez International erwirkte vor dem Landgericht Hamburg eine einstweilige Verfügung, die Tony's Chocolonely untersagt, Schokoladenprodukte „unter Verwendung der Farbe Lila“ in der Europäischen Union zu verkaufen.

## Produkte
Um sich von den damals in den Niederlanden üblicherweise vorhandenen Schokoladen abzugrenzen, bietet Tony’s verschiedene Sorten mit unüblichen Geschmacksrichtungen und auffälligen, bunten Verpackungen an. In Anlehnung an die ungleich verteilten Gewinne der Schokoladenproduktion sind die Tafeln in ungleichmäßige Stücke aufgeteilt.

## Kritik
Tony’s Chocolonely lässt die Grundmasse für seine Schokoladen in einer Fabrik des weltgrößten Schokoladenherstellers Barry Callebaut, der auch Kakaobohnen aus Kinderarbeit und Sklaverei verwendet, herstellen. Die amerikanische Nichtregierungsorganisation Slave Free Chocolate hat Tony’s Chocolonely deswegen 2021 von seiner Liste ethischer Schokoladenhersteller gestrichen, da es so von den Skaleneffekten unethischer Schokoladenproduktion profitiere und einen unfairen Wettbewerbsvorteil gegenüber anderen Unternehmen auf der Liste habe. Tony’s Chocolonely begründet seine fortgesetzte Zusammenarbeit mit einer vollständig getrennten Lagerung und Produktion und dem Ziel, die Schokoladenindustrie von innen heraus zu verändern.